# Safari Club

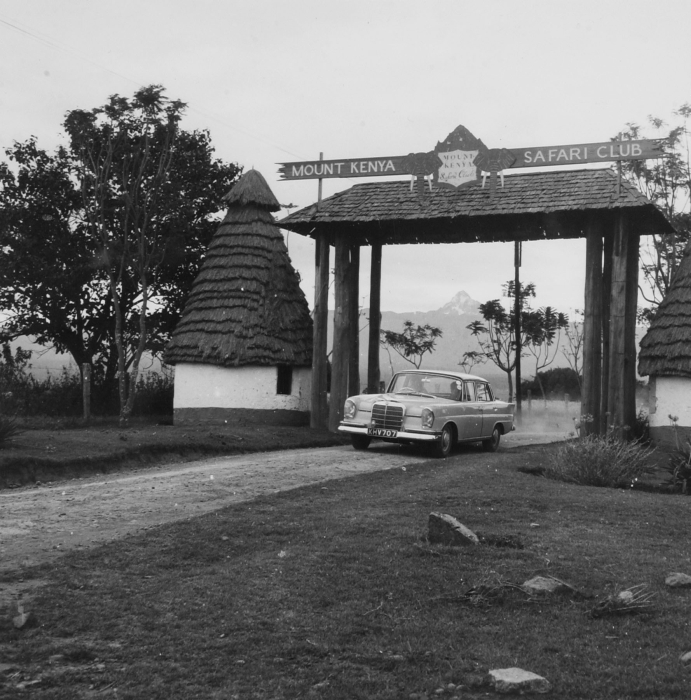
Mount Kenya Safari Club, d'où l'alliance anticommuniste tire son nom.

Le Safari Club est une alliance de services de renseignement mise en place en 1976 à l'initiative du Service de documentation extérieure et de contre-espionnage (SDECE) et destinée à contrer l'influence communiste en Afrique. Ses autres membres étaient l'Iran, l’Égypte, l'Arabie saoudite et le Maroc.

## Description
Le Safari Club a été créé à l'initiative du directeur général du SDECE, Alexandre de Marenches. Cette alliance vise à contrer l'expansion communiste en Afrique et au Moyen-Orient, dans un contexte où les États-Unis sont réticents à s'engager dans des actions clandestines. Un accord est signé par de Marenches, le chef du renseignement saoudien Kamal Adham, le chef du renseignement marocain Ahmed Dlimi, le général Nematollah Nassiri, directeur de la SAVAK iranienne, et le directeur du renseignement égyptien. 
Adnan Khashoggi (« l'homme le plus riche du monde »), très proche des services secrets saoudiens, a acheté la propriété Safari Club au Kenya, où les réunions se déroulaient. Le nom Safari Club est resté celui de l'association, même quand elle a quitté le Kenya pour installer son siège en Égypte.
Ce groupe entretenait des liens informels avec les États-Unis. Un second personnage que l'on peut relier au Safari Club est Ted Shackley, même si on ne peut pas dire qu'il était un membre du Club.[réf. nécessaire]
Le Safari Club a cessé d'exister probablement quand Alexandre de Marenches a quitté le SDECE en 1981 mais il est bien possible qu'il ait fonctionné d'une façon ou d'une autre par la suite.